# Rudolf Schlechter
Friedrich Richard Rudolf Schlechter (ur. 16 października 1872 w Berlinie, zm. 16 listopada 1925 w Schöneberg) – niemiecki taksonom, botanik i autor kilku prac na temat storczyków. Uczestniczył w botanicznych ekspedycjach do Afryki, Indonezji, Nowej Gwinei, Ameryki Południowej i Środkowej oraz Australii. Jego obszerne herbarium zostało zniszczone podczas bombardowania Berlina w 1945 roku.
Standardową skróconą formą autora, używaną do wskazania przy cytowaniu nazw botanicznych, jest Schltr..

## Wczesne lata
Rudolf Schlechter urodził się 16 października 1872 roku w Berlinie jako trzecie z sześciorga dzieci. Jego ojciec, Hugo Schlechter, był litografem. Po ukończeniu Friedrich-Wilhelm-Gymnasium w Berlinie rozpoczął naukę ogrodnictwa. Najpierw na targu ogrodniczym pani Bluth, a następnie w ogrodzie Uniwersytetu Humboldtów w Berlinie. Tam pracował jako asystent do jesieni 1891 roku.
Jego bratem był Max Schlechter (1874–1960), niemiecki handlowiec i kolekcjoner okazów przyrody.

## Kariera
Rudolf Schlechter rozpoczął swoją karierę badawczą w dziedzinie botaniki, opuszczając Europę w 1891 roku, aby udać się do Afryki, a następnie przez Indonezję do Australię. Przez całą swoją karierę skupiał się na poszerzaniu swojej kolekcji storczyków oraz pogłębianiem badań nad nimi. Był liderem wypraw w niemieckich koloniach w Afryce, badając przemysł kauczukowy, ale jednocześnie zbierając okazy roślin. W pierwszej dekadzie XX wieku mieszkał także w Nowej Gwinei Niemieckiej. Przed I wojną światową osiedlił się w Berlinie, gdzie poślubił swoją żonę Alexandrę Schlechter i został kuratorem ogrodu botanicznego w Dahlem. Szacuje się, że samodzielnie zaproponował tysiąc nowych gatunków tylko w rodzinie storczykowatych Orchidaceae.

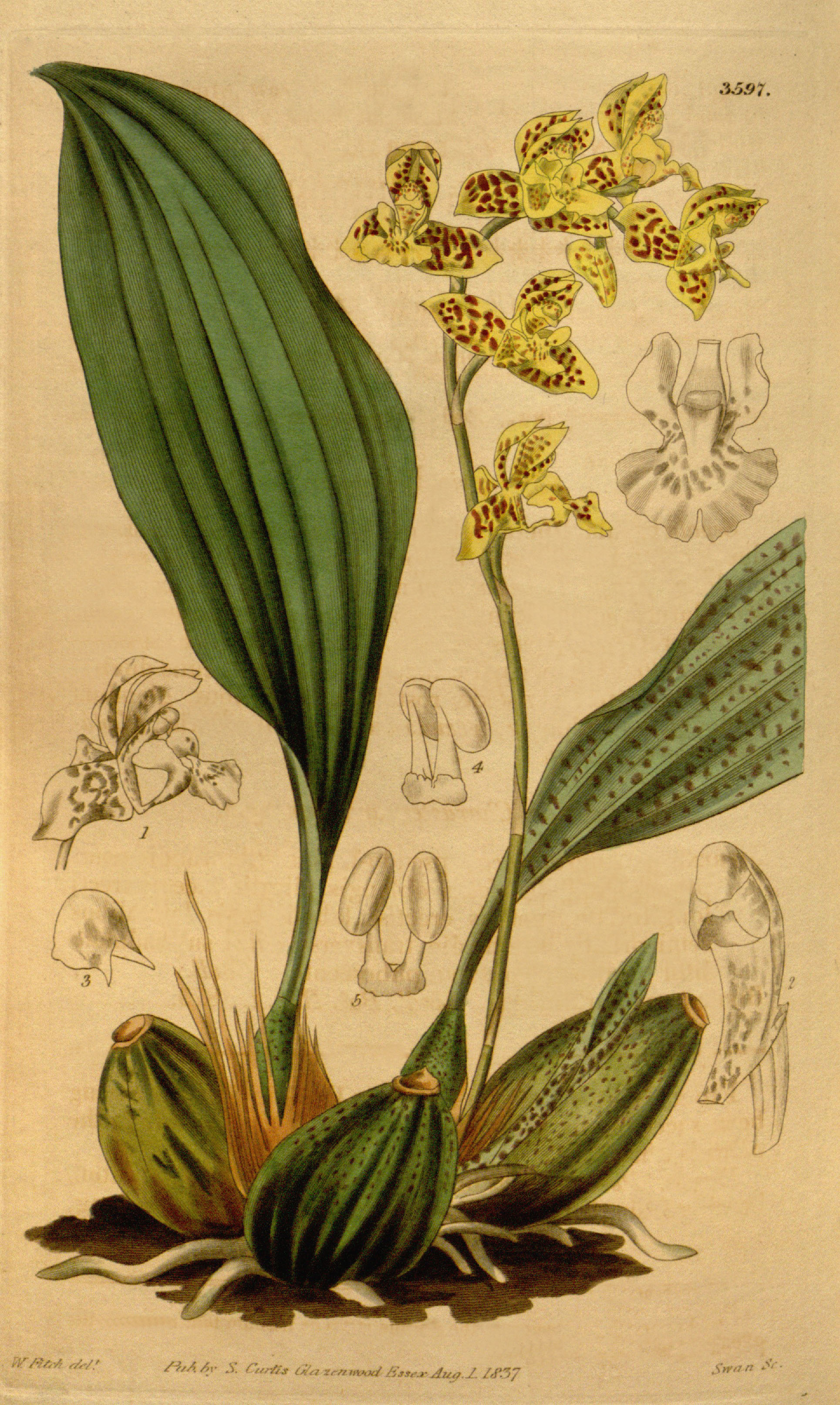
Rudolfiella aurantiaca

## Wybrane dzieła
- Die Orchideen von Deutsch-Neu-Guinea, 1914
- Die Orchideen, ihre Beschreibung, Kultur und Züchtung, 1915
- Orchideologiae sino-japonicae prodromus, 1919
- Orchidaceae Powellianae Panamenses, 1922
- Die Orchideenflora der südamerikanischen Kordillerenstaaten (razem z Rudolfem Mansfeldem(inne języki)), 1919–1929
- Monographie und Iconographie der Orchideen Europas und des Mittelmeergebietes (razem z  G. Kellerem), 1925–1943
- Blütenanalysen neuer Orchideen (opublikowane przez Rudolfa Mansfelda), 1930–1934

## Upamiętnienia
Kilka rodzajów roślin zostało nazwanych na jego cześć, w tym Schlechterella (w rodzinie Apocynaceae), Schlechterina (w rodzinie Passifloraceae) oraz Rudolfiella (w rodzinie Orchidaceae).